# ロドリゴ・ルイス・アンジェロッティ
ロドリゴ・アンジェロッティことロドリゴ・ルイス・アンジェロッティ（ポルトガル語: Rodrigo Luiz Angelotti、1998年4月27日 - ）は、ブラジル・プロサッカー選手。J3リーグ・鹿児島ユナイテッドFC所属。ポジションはミッドフィールダー（CM）、FW（CF, SS）。

### ブラジル時代

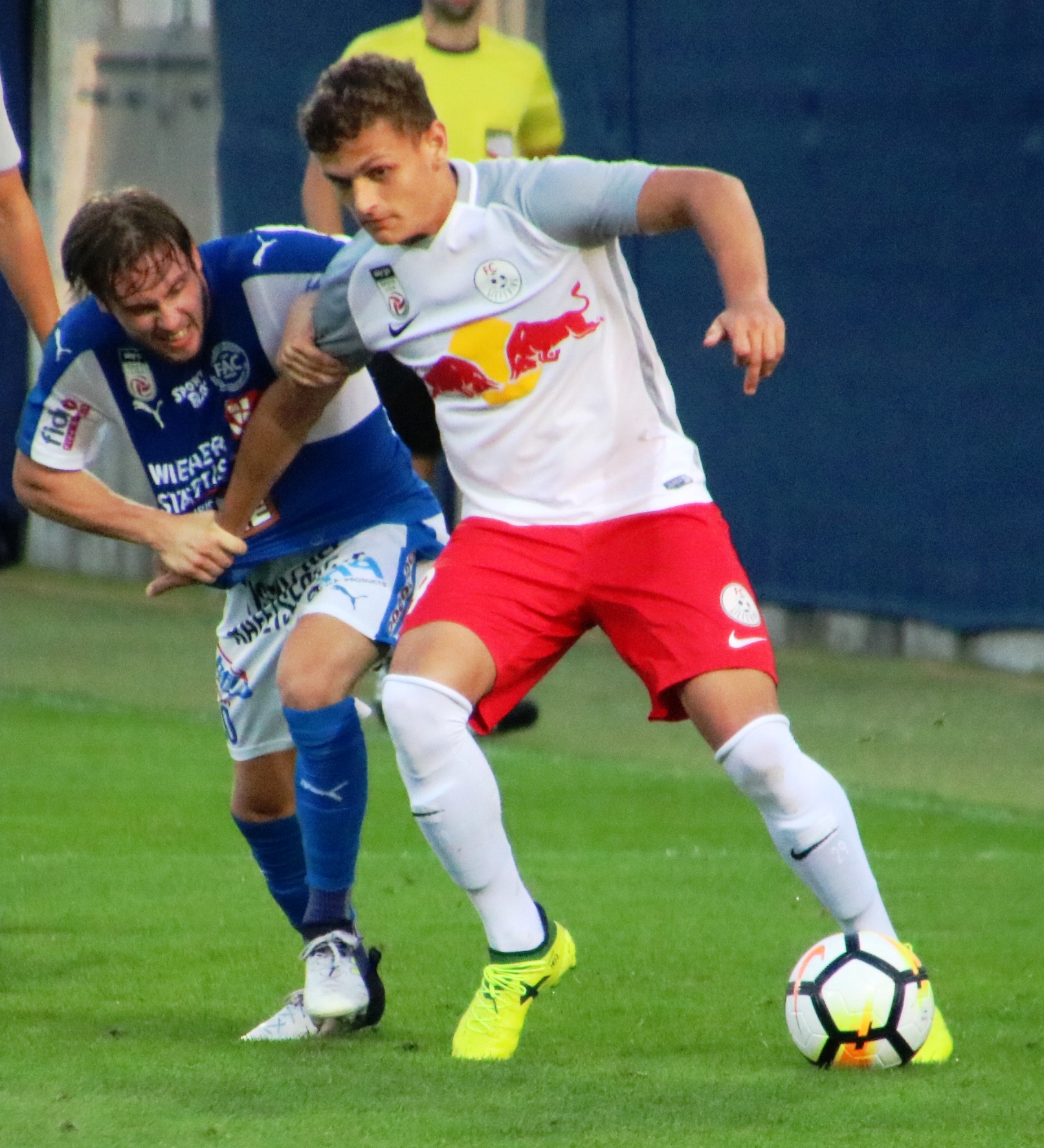
リーフェリングでのアンジェロッティ(2017年)

## 来歴

### 柏レイソル
2021年1月15日、Jリーグ・柏レイソルへの移籍が発表された。背番号は「29」番。 同年4月24日、J1第11節・徳島ヴォルティス戦でJリーグ初出場を果たした。また、5月5日、YBCルヴァンカップGS第5節・浦和レッズ戦で来日後初ゴールを記録した。

### 大宮アルディージャ
2023年1月8日、J2・大宮アルディージャへの期限付き移籍が発表された。 3月11日のJ2第4節磐田戦でJリーグ初ゴールを挙げるとそこから3試合連続ゴールを記録するなど活躍を見せたが、大宮はJ3降格となった。シーズン終了後に移籍期間満了により大宮を退団し、所属元の柏との契約も満了となった。

### FC今治
2024年1月19日、FC今治に完全移籍で加入。同年11月29日、来季のFC今治との契約を結ばないことを発表した。

### 鹿児島ユナイテッドFC
2024年12月27日、鹿児島ユナイテッドFCに完全移籍で加入した。3月1日のJ3第2節相模原戦で移籍後初ゴールを記録。Jリーグでは2シーズンぶりの得点となった。

## 所属クラブ
- 2017年 - 2019年  レッドブル・ブラジル
  - 2017年 - 2018年  FCリーフェリング（期限付き移籍）
- 2019年 - 2020年  レッドブル・ブラガンチーノ
  - 2019年  イトゥアーノFC（期限付き移籍）
  - 2020年  レッドブル・ブラジル（期限付き移籍）
- 2021年 - 2023年  柏レイソル
  - 2023年  大宮アルディージャ（期限付き移籍）
- 2024年  FC今治
- 2025年 -  鹿児島ユナイテッドFC

## 日本での個人成績
| 国内大会個人成績 | 国内大会個人成績 | 国内大会個人成績 | 国内大会個人成績 | 国内大会個人成績 | 国内大会個人成績 | 国内大会個人成績 | 国内大会個人成績 | 国内大会個人成績 | 国内大会個人成績 | 国内大会個人成績 | 国内大会個人成績 |
| 年度             | クラブ           | 背番号           | リーグ           | リーグ戦         | リーグ戦         | リーグ杯         | リーグ杯         | オープン杯       | オープン杯       | 期間通算         | 期間通算         |
| 年度             | クラブ           | 背番号           | リーグ           | 出場             | 得点             | 出場             | 得点             | 出場             | 得点             | 出場             | 得点             |
| 日本             | 日本             | 日本             | 日本             | リーグ戦         | リーグ戦         | リーグ杯         | リーグ杯         | 天皇杯           | 天皇杯           | 期間通算         | 期間通算         |
| ---------------- | ---------------- | ---------------- | ---------------- | ---------------- | ---------------- | ---------------- | ---------------- | ---------------- | ---------------- | ---------------- | ---------------- |
| 2021             | 柏               | 29               | J1               | 10               | 0                | 3                | 2                | 1                | 1                | 14               | 3                |
| 2022             | 柏               | 29               | J1               | 13               | 0                | 2                | 1                | 0                | 0                | 15               | 1                |
| 2023             | 大宮             | 19               | J2               | 34               | 5                | -                | -                | 2                | 0                | 36               | 5                |
| 2024             | 今治             | 29               | J3               | 17               | 0                | 0                | 0                | 0                | 0                | 17               | 0                |
| 2025             | 鹿児島           | 9                | J3               |                  |                  |                  |                  |                  |                  |                  |                  |
| 通算             | 日本             | 日本             | J1               | 23               | 0                | 5                | 3                | 1                | 1                | 29               | 4                |
| 通算             | 日本             | 日本             | J2               | 34               | 5                | -                | -                | 2                | 0                | 36               | 5                |
| 通算             | 日本             | 日本             | J3               | 17               | 0                | 0                | 0                | 0                | 0                | 17               | 0                |
| 総通算           | 総通算           | 総通算           | 総通算           | 74               | 5                | 5                | 3                | 3                | 1                | 82               | 9                |

出場歴
- Jリーグ初出場 - 2021年4月24日 J1第11節 徳島ヴォルティス戦 (三協フロンテア柏スタジアム)
- Jリーグ初得点 - 2023年3月11日 J2第4節 ジュビロ磐田戦 (NACK5スタジアム大宮)